# 高 (姓)
高（こう）は、漢姓の一つ。

## 中国
高（カオ）は、中国の姓の一つ。『百家姓』では153番目に記載されている。
2020年の中華人民共和国の第7回全国人口調査（国勢調査）に基づく姓氏統計によると中国で20番目に多い姓であり、1412.64万人がいる。台湾の2018年の統計では第30位で181,471人がおり、他に「髙」（はしご高）は1,050人がいる。

### 起源
高夷族
- 『呂氏春秋』勿躬篇によれば「高元作室」とあり、高元なる人物が黄帝のために家屋を発明し、人類史上で穴居時代を終了させた貢献者であると伝えられている。

姜姓高氏
- 斉の文公（姜赤）の子が高（現在の河南省許昌市禹州西南）に封ぜられ、「公子高（中国語版）」と名乗ったのが高姓の始まりだという。公子高の孫である高傒は公族系の太夫として、宗家の桓公が覇者として称えるのを補佐した。
  - この末裔である高洪が建安12年（207年）に渤海太守となって、脩県（現在の河北省衡水市景県）におり、当時の望族であり、末裔の多さから渤海を郡号とした。すなわち渤海高氏の始まりである。渤海高氏の子孫に日本の島津氏に仕えた福建漳州府生まれの医師高寿覚がおり、その子である高大誦は寛永20年（1643年）に唐通事となり渤海（ふかみ、後に深見）と改称して、日本に帰化したとされ[4]、以後代々幕臣となったという。
  - 姜姓高氏の支族に范陽盧氏があり、後漢の盧植はその末裔である。

改姓によるもの
- 『北斉書』に「北斉文宣帝姓高名洋。当時有元景安、元文遥本鮮卑族人，改漢姓元，因有功于北斉，高洋賜姓高，其後遂為高姓」とある。
- 『魏書』に「後燕皇帝慕容雲，本鮮卑族，自称高陽氏後裔，遂改姓高，名高雲」とある。
- 北魏の孝文帝が洛陽に遷都した後、鮮卑の二字姓である是楼氏を高氏に改めている[5]。
- 北斉の重臣高隆之は元の姓を徐氏といったが、高氏に育てられ、高氏との交歓が厚かったので高姓へ改称し、後に望姓に改姓した[5]。

### 少数民族
中華人民共和国の少数民族中十数民族で高姓が見られ、白族と土家族では最大となっている。

### 著名な人物
- 高峻 - 新代の武将。
- 高順 - 後漢末期の武将。
- 高覧 - 後漢末期の武将。
- 高幹 - 後漢末期の武将。
- 高沛 - 後漢末期の武将。
- 高柔 - 三国時代魏の武将。
- 高翔 - 三国時代蜀の武将。
- 高定 - 三国時代異民族の王。
- 高宝 - 東晋の武将。
- 高瞻 - 五胡十六国時代の政治家。
- 高崇 - 北魏の官僚。
- 高乾 - 北魏の軍人。
- 高謐 - 北魏の学者。高歓の父。
- 高歓 - 東魏の政治家。高洋らの父。
- 高洋 - 北斉の初代皇帝。
- 高保寧 - 北斉の軍人。
- 高士達 - 隋末期の民衆叛乱の指導者。
- 高士廉 - 唐代の武将。
- 高季興 - 十国荊南の初代王。
- 高勲 - 遼の軍人。
- 高俅 - 北宋の政治家。
- 高似孫 - 南宋の文人。
- 高寀 - 明代の宦官。
- 高啓 - 明代の詩人。
- 高凌霨 - 中華民国の政治家。
- 高一涵 - 中華民国の政治家。
- 高冠吾 - 中華民国の軍人。
- 高宗武 - 中華民国の外交官。
- 高崗 - 中華人民共和国の政治家。
- 高名凱 - 中華人民共和国の言語学者。
- 高升 - 中華人民共和国の元サッカー選手。
- 高准翼 - 中華人民共和国のサッカー選手。
- 高亭宇 - 中華人民共和国のスピードスケート選手。
- 高圓圓 - 中華人民共和国の女優。
- 高偉俊 - 中華人民共和国出身の教授。

## ベトナム
高（カオ）は、ベトナムの姓の一つ。

### 著名な人物
- 高春育（中国語版）（カオ・スアン・ズック） - 阮朝の歴史家。
- カオ・バ・クァト（中国語版）（高伯适） - 阮朝の詩人・民族運動家。
- カオ・バン・ビエン（英語版）（高文園） - ベトナム共和国の軍人。
- カオ・ゴック・フォン・トリン - 柔道家。
- ジョゼフ・カオ（高光映） - アメリカ合衆国の政治家。

## 日本
天武天皇の子孫である高階氏（高階真人、高階朝臣など）や高国造に関連する氏族、又は帰化人を起源として存在している。
皇別・神別によるもの
- 高階氏の末裔に高（こう）氏を名乗る血統があり、足利尊氏の執事である高師直が知られる。

- 高国造の子孫

帰化人によるもの
- 倭漢氏族の高氏 - 『坂上系図』には「阿智使主に從ひ、歸化せし七姓漢人の一にして檜村主祖也」とある。
- 高麗帰化族の高氏
  - 高連（こうのむらじ） - 宝亀七年正月紀「高連鷹主」という人が見える。
  - 高史（こうのふひと） - 天平14年の古市郷計帳に「高史加太賣」という人が見える。また、『新撰姓氏録』の左京諸蕃に「高史、出自高麗國元羅那杵王九世孫延拏之後也」とある。
  - 大宝元年八月紀に「勅僧惠耀、信成、東樓、並令還俗復本姓、代度各一人、惠耀姓解、名兄麻呂、信成姓高、名金蔵」と見え、『新撰姓氏録』左右諸蕃には「高、高麗国從五位下高全藏（法名信成）之後也」とみえる。
  - 神亀元年五月紀に「正八位上高正勝（賜姓）三笠連、從八位上高益信、男球連、正七位下高昌武、殖槻連、勲十二等高祿德、清原連」とあり、また、『新撰姓氏録』左京諸蕃に「高、高麗國人高助斤後也」とある。
  - 日本へ帰化した前・後部高氏
- 百済帰化族の高氏 - 天平宝字五年三月紀に「百濟人高牛養等八人（賜姓）淨野造」とある。
- その他、日本以外の高姓の者が日本に帰化した際にそのまま名乗った。
- 『新撰姓氏録』に載る無姓の高氏は高助斤を祖とするものと高金蔵を祖とするものの2つがあるが、前者は祖の高助斤自体が不詳の人物。後者の高金蔵は新来[6]。